# Wahlbezirk Böhmen 55
Der Wahlbezirk Böhmen 55 war ein Wahlkreis für die Wahlen zum Abgeordnetenhaus im österreichischen Kronland Böhmen. Der Wahlbezirk wurde 1907 mit der Einführung der Reichsratswahlordnung geschaffen und bestand bis zum Zusammenbruch der Habsburgermonarchie.

## Geschichte
Nachdem der Reichsrat im Herbst 1906 das allgemeine, gleiche, geheime und direkte Männerwahlrecht beschlossen hatte, wurde mit 26. Jänner 1907 die große Wahlrechtsreform durch Sanktionierung von Kaiser Franz Joseph I. gültig. Mit der neuen Reichsratswahlordnung schuf man insgesamt 516 Wahlbezirke, wobei mit Ausnahme Galiziens in jedem Wahlbezirk ein Abgeordneter im Zuge der Reichsratswahl gewählt wurde. Der Abgeordnete musste sich dabei im ersten Wahlgang oder in einer Stichwahl mit absoluter Mehrheit durchsetzen. Der Wahlkreis Böhmen 55 umfasste die Gerichtsbezirke Selčan, Sedletz, Wotitz und  Neweklau, wobei die zum Wahlbezirk 29 gehörenden Gemeinden Selčan und Wotitz vom Wahlbezirk ausgenommen waren.
Aus der Reichsratswahl 1907 ging aus dem ersten Wahlgang der Agrarier Isidor Bogdan Zahradník als Sieger hervor. Bei der Reichsratswahl 1911 konnte er sein Mandat verteidigen.

## Wahlergebnisse

### Reichsratswahl 1907
Die Reichsratswahl 1907 wurde am 14. Mai 1907 (erster Wahlgang) sowie am 23. Mai 1907 (Stichwahl) durchgeführt.

#### Erster Wahlgang
| Kandidat                                                                       | Partei                                  | Wahlkreis- stimmen | Prozent |
| ------------------------------------------------------------------------------ | --------------------------------------- | ------------------ | ------- |
| Isidor Bogdan Zahradník                                                        | Tschechische Agrarpartei                | 4518               | 37,1 %  |
| Jiří Pichl                                                                     | Tschechisch national-soziale Partei     | 3909               | 32,1 %  |
| Jungr                                                                          | Klerikaler Agrarier                     | 1801               | 14,8 %  |
| Alois Pospíšil                                                                 | Tschechische Sozialdemokratische Partei | 1519               | 12,5 %  |
| Jan Kožmín                                                                     | Jungtschechen                           | 219                | 1,8 %   |
|                                                                                | Sonstige Parteien                       | 215                | 1,8 %   |
| Wahlberechtigte: 14.076, Ungültige/Leere Stimmen: 184, Wahlbeteiligung: 87,1 % |                                         |                    |         |

#### Stichwahl
| Kandidat                                                                      | Partei                              | Wahlkreis- stimmen | Prozent |
| ----------------------------------------------------------------------------- | ----------------------------------- | ------------------ | ------- |
| Isidor Bogdan Zahradník                                                       | Tschechische Agrarpartei            | 6316               | 57,1 %  |
| Jiří Pichl                                                                    | Tschechisch national-soziale Partei | 4750               | 42,9 %  |
| Wahlberechtigte: 14.076, Ungültige/Leere Stimmen: 54, Wahlbeteiligung: 79,0 % |                                     |                    |         |

### Reichsratswahl 1911
Die Reichsratswahl 1911 wurde am 13. Juni 1911  sowie am 20. Juni 1911 (Stichwahl) durchgeführt.

#### Erster Wahlgang
| Kandidat                                                                     | Partei                                  | Wahlkreis- stimmen | Prozent |
| ---------------------------------------------------------------------------- | --------------------------------------- | ------------------ | ------- |
| Isidor Bogdan Zahradník                                                      | Selbständiger Agrarier                  | 3705               | 35,8 %  |
| Josef Tomášek                                                                | Tschechische Agrarpartei                | 2291               | 22,2 %  |
| Jiří Pichl                                                                   | Tschechisch national-soziale Partei     | 2129               | 20,6 %  |
| Vlastimil Hálek                                                              | Tschechische Christlichsoziale Partei   | 1383               | 13,4 %  |
| Rudolf Holíč                                                                 | Tschechische Sozialdemokratische Partei | 821                | 7,9 %   |
|                                                                              | Sonstige Parteien                       | 13                 | 0,1 %   |
| Wahlberechtigte: 14.097, Ungültige/Leere Stimmen:85, Wahlbeteiligung: 74,0 % |                                         |                    |         |

#### Stichwahl
| Kandidat                                                                      | Partei                                  | Wahlkreis- stimmen | Prozent |
| ----------------------------------------------------------------------------- | --------------------------------------- | ------------------ | ------- |
| Isidor Bogdan Zahradník                                                       | Tschechische Agrarpartei                | 6235               | 61,2 %  |
| Josef Tomášek                                                                 | Tschechische Sozialdemokratische Partei | 3949               | 38,8 %  |
| Wahlberechtigte: 14.097, Ungültige/Leere Stimmen: 56, Wahlbeteiligung: 72,6 % |                                         |                    |         |